# Pheidole californica
Pheidole californica är en myrart som beskrevs av Gustav Mayr 1870.
Pheidole californica ingår i släktet Pheidole och familjen myror.

## Underarter
Arten delas in i följande underarter:
- Pheidole californica californica
- Pheidole californica oregonica

## Bildgalleri

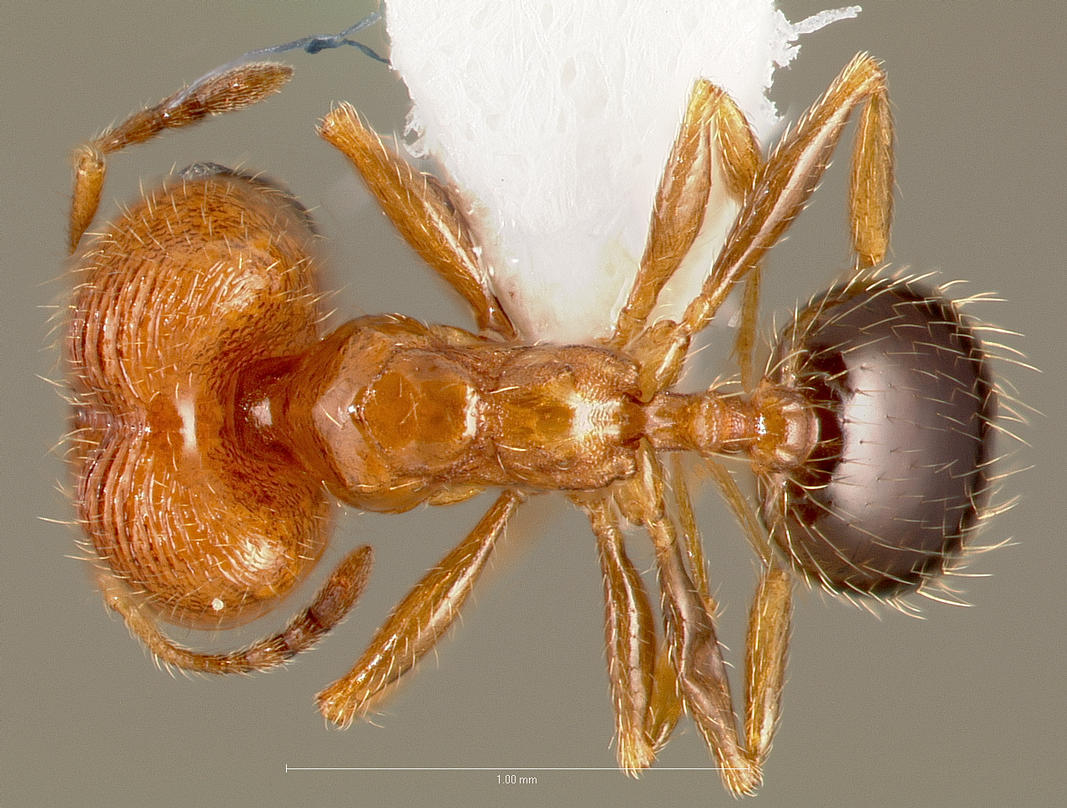
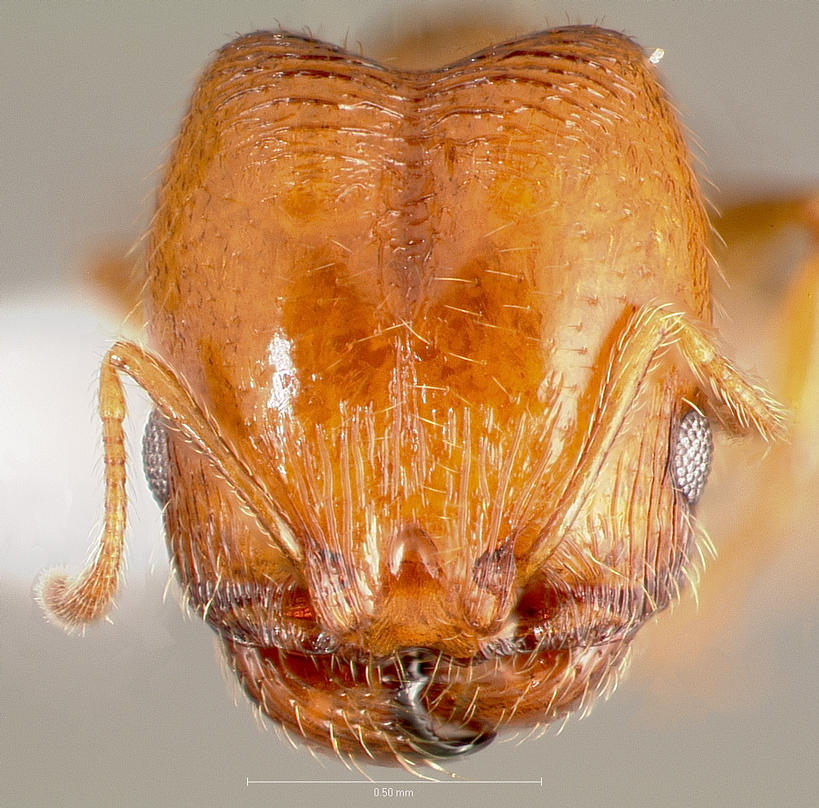
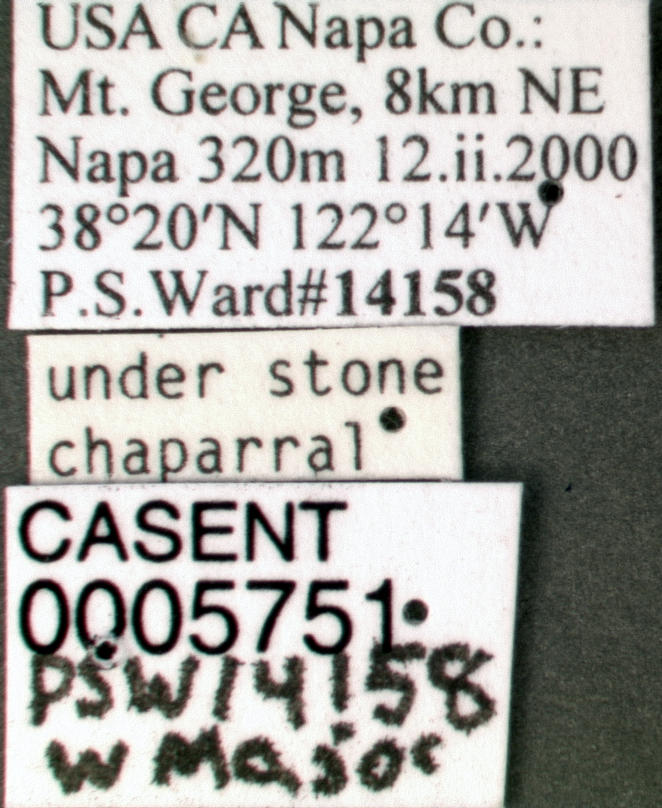
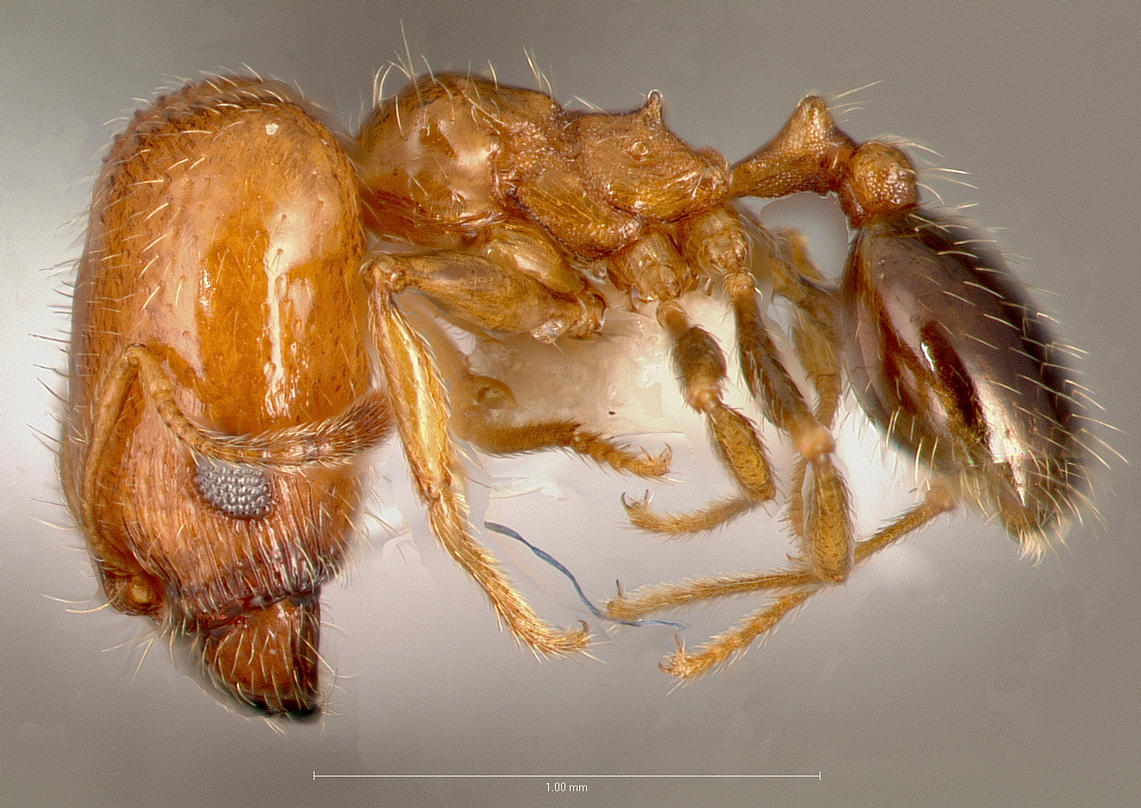
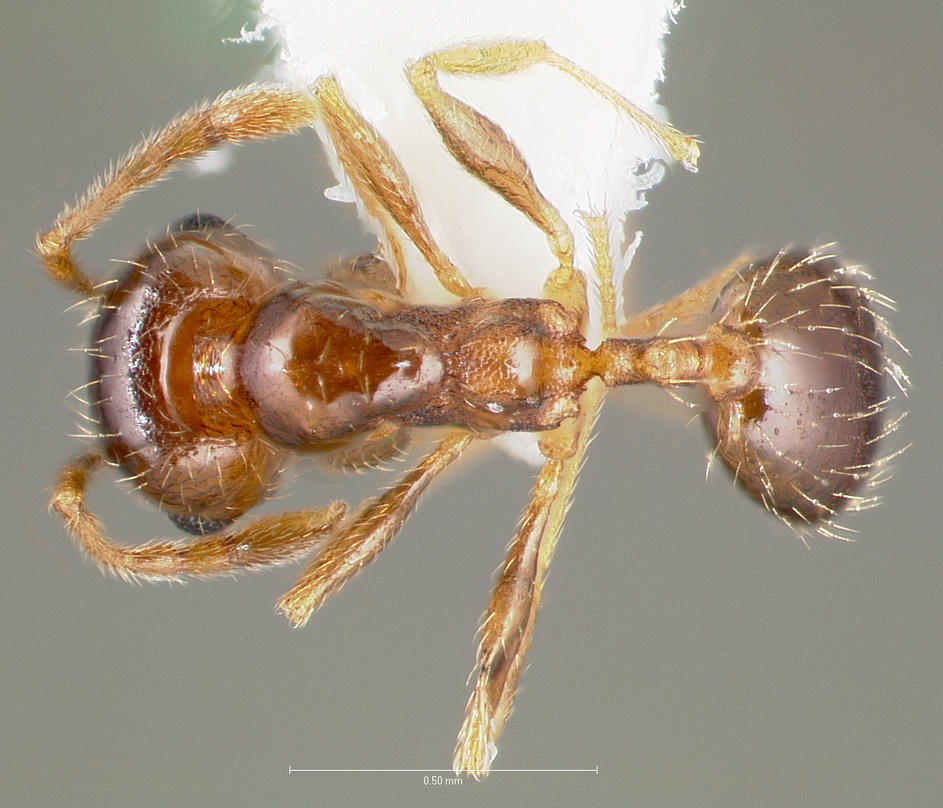
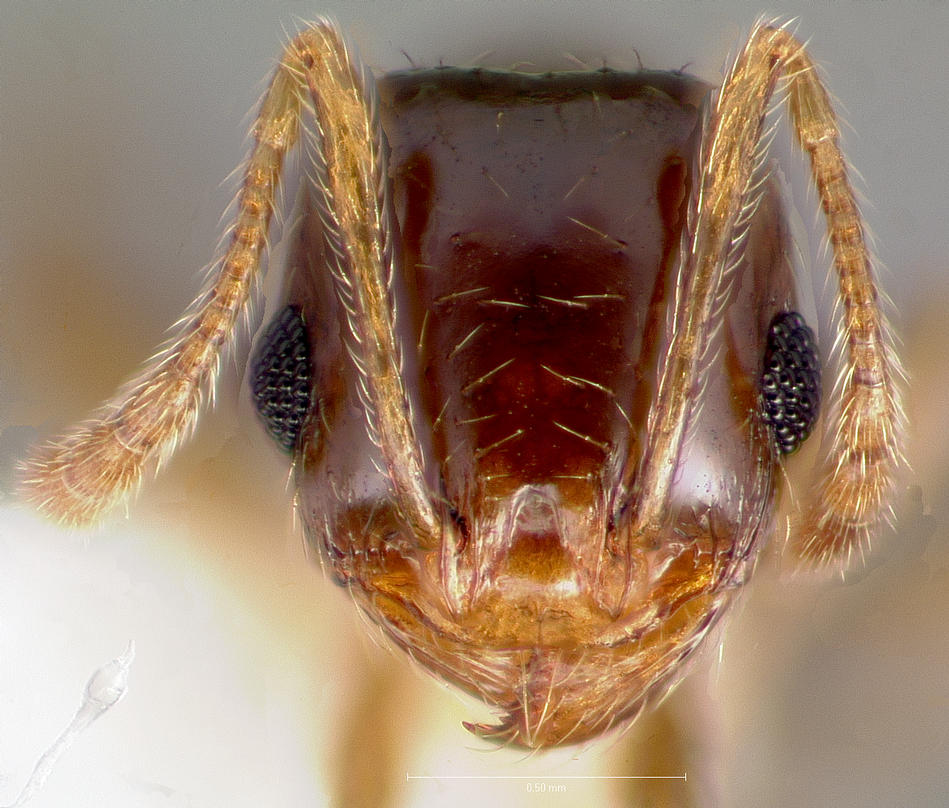